# Canton de Bourg-Argental
Le canton de Bourg-Argental est une ancienne division administrative française située dans le département de la Loire et la région Rhône-Alpes.

## Géographie
Ce canton était organisé autour de Bourg-Argental dans l'arrondissement de Saint-Étienne. Son altitude variait de 441 m (Saint-Julien-Molin-Molette) à 1 431 m (Graix) pour une altitude moyenne de 771 m.

## Représentation

### Conseillers généraux de 1833 à 2015
| Période | Période      | Identité                                               | Étiquette    | Qualité |
| ------- | ------------ | ------------------------------------------------------ | ------------ | --- |
| 1833    | 1842         | Antoine Marie Fleury Zéphirin de Jullien de Villeneuve |              | Ancien officier Propriétaire, maire de Bourg-Argental                                                                            |
| 1842    | 1848         | Henri Mathon de Fogères                                | Opposition   | Avocat, maire de Bourg-Argental, conseiller d'arrondissement Député (1846-1848)                                                  |
| 1848    | 1866 (décès) | Abel Étienne Pupil de Sablon (1799-1866)               |              | Propriétaire, maire de Bourg-Argental (1852-1866)                                                                                |
| 1866    | 1871         | Alexandre Pupil de Sablon                              |              | Directeur des transmissions de la télégraphie à Lyon                                                                             |
| 1871    | 1874         | Jules Cuisson                                          |              | Avocat à Saint-Étienne |
| 1874    | 1877 (décès) | Léopold Berne                                          |              | Manufacturier à Bourg-Argental                                                                                                   |
| 1877    | 1880         | Jacques Monchovet                                      | Droite       | Notaire, ancien maire de Bourg-Argental, ancien conseiller d'arrondissement                                                      |
| 1880    | 1887         | Paul-Emile Girodet                                     | Républicain  | Maire de Saint-Étienne (1888-1892)                                                                                               |
| 1887    | 1897 (décès) | Louis Jarrosson (1839-1897)                            | Droite       | Manufacturier à Bourg-Argental                                                                                                   |
| 1897    | 1898         | Joannès Perrier                                        | Républicain  | Maire de Saint-Julien-Molin-Molette                                                                                              |
| 1898    | 1904         | Louis Vidon                                            | Républicain  | Maire de Bourg-Argental (1899-1912)                                                                                              |
| 1904    | 1918 (décès) | Joseph Jarrosson                                       | Libéral      | Manufacturier à Lyon |
| 1918    | 1919         | siège vacant                                           |              | |
| 1919    | 1940         | Henri Jarrosson (frère du précédent)                   | Conservateur | Industriel à Lyon |
|         |              |                                                        |              | |
| 1945    | 1971 (décès) | Alfred Guyotat                                         | DVD          | Médecin généraliste à Bourg-Argental                                                                                             |
| 1971    | 1987 (décès) | André Jamet (1923-1987)                                | DVD          | Maire de Bourg-Argental (1968-1987)                                                                                              |
| 1987    | 1992         | Jean Moutot (1930-2008)                                | PS           | Conseiller municipal de Bourg-Argental                                                                                           |
| 1992    | 2015         | Bernard Bonne                                          | RPR puis UMP | Médecin Président du conseil général (2008-2015) Maire de Bourg-Argental (1989-2008) Élu en 2015 dans le nouveau canton du Pilat |

### Conseillers d'arrondissement (de 1833 à 1940)
| Période                                  | Période | Identité                                      | Étiquette | Qualité |
| ---------------------------------------- | ------- | --------------------------------------------- | --------- | --- |
| 1833                                     | 1839    | Jacques Louis Monchovet                       |           | Notaire et juge de paix à Bourg-Argental                                                                    |
| 1839                                     | 1842    | Henri Mathon de Fogères                       |           | Avocat à Bourg-Argental                                                                                     |
| 1842                                     | 1845    | Pierre Paul Barthélemy Veyre (1766-1847)      |           | Marchand de bois à Saint-Sauveur                                                                            |
|                                          |         |                                               |           | |
| 1855                                     | 1871    | Jacques François Marius Monchovet (1814-1894) |           | Notaire, maire de Bourg-Argental                                                                            |
| 1871                                     |         | Jean-Claude Perrier                           |           | Maire de Saint-Julien-Molin-Molette                                                                         |
|                                          |         |                                               |           | |
| 1919                                     | 1940    | Claudius Gillier                              | Droite    | Maire de Saint-Julien-Molin-Molette                                                                         |
| 1940                                     |         |                                               |           | Les conseils d'arrondissement ont été suspendus par la loi du 12 octobre 1940 et n'ont jamais été réactivés |
| Les données manquantes sont à compléter. |         |                                               |           | |

## Composition
Le canton de Bourg-Argental groupait huit communes et comptait 6 219 habitants (recensement de 1999 sans doubles comptes).
| Communes                   | Population (2012) | Code postal | Code Insee |
| -------------------------- | ----------------- | ----------- | ---------- |
| Bourg-Argental             | 2 767             | 42220       | 42023      |
| Burdignes                  | 342               | 42220       | 42028      |
| Colombier                  | 269               | 42220       | 42067      |
| Graix                      | 134               | 42220       | 42101      |
| Saint-Julien-Molin-Molette | 1 132             | 42220       | 42246      |
| Saint-Sauveur-en-Rue       | 1 105             | 42220       | 42287      |
| Thélis-la-Combe            | 146               | 42220       | 42310      |
| La Versanne                | 324               | 42220       | 42329      |

## Démographie
| 1962  | 1968  | 1975  | 1982  | 1990  | 1999  | 2009 |
| ----- | ----- | ----- | ----- | ----- | ----- | ---- |
| 6 709 | 7 062 | 6 876 | 6 680 | 6 151 | 6 219 | -    |